# Liturgusa maya

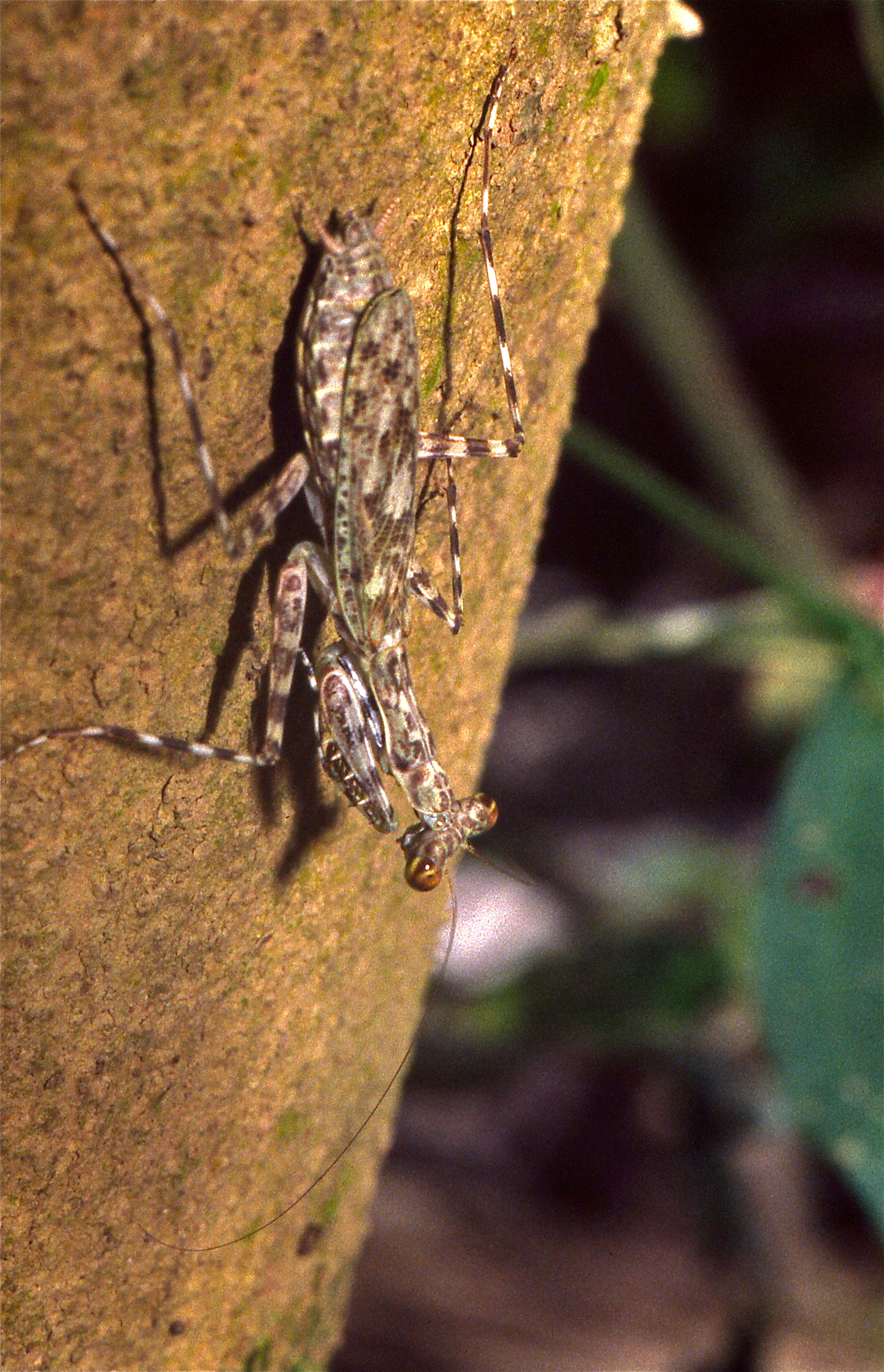
L. maya

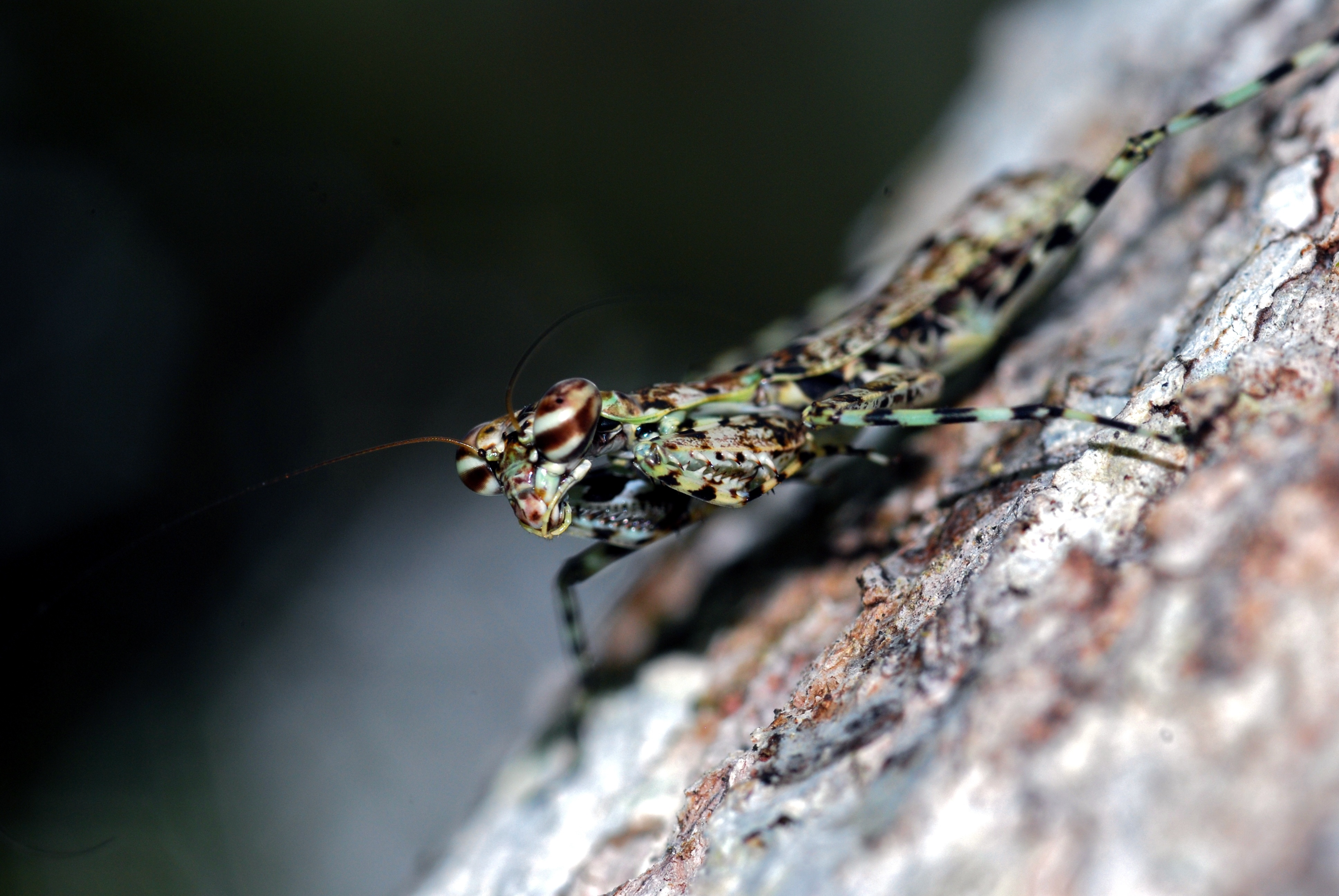
L. maya

Liturgusa maya – gatunek modliszek z rodziny Liturgusidae i  rodzaju Liturgusa. Neotropikalny, rozprzestrzeniony od Meksyku po Peru. Osiąga od 19,38 do 33,46 mm długości ciała. 

## Taksonomia
Takson ten opisany został po raz pierwszy w 1869 roku przez Henriego de Saussure i Leo Zehntnera jako odmiana gatunku Liturgusa cayennensis. Do rangi osobnego gatunku wyniósł go w 1901 roku Samuel Hubbard Scudder. W 2014 Gavin Svenson dokonał redeskrypcji samicy i opisu samca gatunku w ramach rewizji całego rodzaju. Miejscem typowym jest Temax w meksykańskim stanie Jukatan.
L. maya należy do grupy gatunków „Maya” wraz z L. bororum, L. cura, L. fossetti, L. kirtlandi, L. manausensis, L. stiewei, L. trinidadensis i L. zoae. Według G. Svensona, biorąc pod uwagę olbrzymi zasięg L. maya w porównaniu do większości przedstawicieli rodzaju, badania genetyczne jej populacji mogą ujawnić w obrębie tego taksonu gatunki kryptyczne.

## Opis
Samce osiągają od 19,38 do 25,46 mm, a samice od 24,02 do 33,46 mm długości ciała. Szersza niż dłuższa głowa zaopatrzona jest w duże oczy złożone, trzy przyoczka i nitkowate czułki. Wzgórki jukstaokularne są duże u samicy, ale małe u samca. Poprzeczny nadustek ma krawędź dolną prostą do nieco wklęsłej. Trzonki i nóżki czułków są jasne, zaś biczyki ciemne. Nad środkową listewką czoła biegnie prosty czarny pas, od którego odchodzą dogrzbietowo i dobrzusznie czarne znaki. Po dwa jasne znaki leżą obok przyoczek bocznych i w dole ciemienia. Dół czoła i górę nadustka cechuje ciemna pigmentacja. Brązowe znaki zdobią wargę górną i żuwaczki. Głaszczki są jasne.
Przedplecze ma długość 5,61–7,39 mm u samców i 6,75–8,99 mm u samic. Jest około trzykrotnie dłuższe niż szerokie, z wierzchu gładkie, ubarwione ciemno z jasnymi i czarnymi znakami. Prozona jest kwadratowa, o nieco wypukłych brzegach bocznych, a metazona ma brzegi boczne wklęsłe. Brzeg tylny przedplecza jest pośrodku wykrojony. Przednie odnóża mają uda długości 5,40–7,42 mm u samców i 6,73–8,48 mm u samic, o lekko wklęsłym brzegu grzbietowym, ciemno i jasno przepasanych powierzchniach zewnętrznych, czarnej przepasce na powierzchniach wewnętrznych i jasnych powierzchniach brzusznych; każde wyposażone w 14–16 kolców przednio-brzusznych, mniejszy od kolców tylno-brzusznych kolec kolanowy i dołek umieszczony między dwoma proksymalnymi kolcami tylno-brzusznymi, w jednej linii z najbardziej dystalnym kolcem dyskoidalnym. Golenie przednich odnóży mają 7 kolców tylno-brzusznych, z których pierwszy jest najkrótszy, drugi najdłuższy, a te od trzeciego do szóstego podobnej długości. Liczba kolców przednio-brzusznych goleni wynosi 9–11 u samców, a 7–10 u samic. Uda odnóży środkowej i tylnej pary mają zarówno listewki grzbietowe jak i brzuszne.
Przednie skrzydła (tegminy) osiągają 13,16–16,56 mm długości u samców i 14,55–21,12 mm długości u samic. Barwy brązowa, jasna i zielonkawa tworzą na nich marmurkowy wzór, przy czym pole kostalne ma u samca ostro odgraniczone zielone i brązowe przepaski, a u samicy słabiej odgraniczone przepaski brązowe i jasne. Dwie jasne kropki leżą tuż za pierwszą żyłką radialną i duża jasna łata pośrodku skrzydła. Często jedno ze skrzydeł jest przyciemnione barwą czarną lub rdzawą. Tylne skrzydła osiągają 10,69–13,58 mm długości u samców i 12,02–15,61 długości u samic. Ich pole dyskoidalne jest opalizujące, czarne z rdzawą częścią dosiebną i przednim brzegiem, a ich pole analne przejrzyste, ale czarno przydymione.
Odwłok ma brązowo i czarno ubarwione tergity pozbawione wyrostków tylno-bocznych. Płytka nadodbytowa (dziesiąty tergit) jest tak szeroka jak długa u samicy i nieco szersza niż dłuższa u samca. Jak u wszystkich modliszek genitalia samca są asymetryczne. Lewy skleryt brzuszny ma zaokrąglony koniec i przypominający ząbek, sterczący pod kątem wyrostek dystalny. Lewy skleryt grzbietowy ma spiczastą, krótką, acz dłuższą niż u podobnego L. trinidadensis apofizę falloidalną, a jego wydłużony, cienki i zaokrąglony na końcu wyrostek wierzchołkowy odróżnia go od tego u podobnego L. kirtlandi.

## Występowanie i zachowanie
Owad neotropikalny, rozprzestrzeniony od północnych okolic stolicy Meksyku przez Gwatemalę, Nikaraguę, Honduras, Kostarykę, Panamę, Kolumbię, Ekwador i Wenezuelę po południowe Peru na południu i Surinam na wschodzie. Na terenie Peru podawany z regionów: Cajamarca, Cuzco, Huánuco, Junín, Madre de Dios, Tumbes i Ukajali (zobacz też: modliszki Peru).
Zamieszkuje głównie nizinne, wilgotne lasy deszczowe, ale znajdywany był w lasach suchych, na terenach otwartych, a nawet w parkach, będąc tym samym najmniej wybrednym co do siedliska przedstawicielem rodzaju. Przebywa na średniej grubości pniach drzew, preferując te o gładkiej korze. Porusza się po nich szybko biegając. Zaniepokojone samice mogą odlatywać na krótkie dystanse, po czym opadać na podłoże, gdzie wykazują tanatozę.